# フラット35
フラット35（ - さんじゅうご）は、住宅金融支援機構および前身の住宅金融公庫の証券化支援事業をもとに、取り扱い先の民間金融機関と提携して提供する長期固定金利の住宅ローン商品の名称である。

## 概要
かつての住宅金融公庫による「一般住宅融資」（いわゆる公庫融資）は財政投融資制度からの資金を基に住宅購入者へ融資していたが、構造改革の一環で一般住宅融資と公庫そのものが廃止（独立行政法人化）されることが濃厚となったため、住宅金融公庫が証券化により金融市場で調達した長期資金を民間金融機関に供給し、住宅購入者へ長期固定金利で住宅投資資金（融資金）を提供する形態の住宅ローンとして誕生した。公庫時代の2003年10月に「証券化支援による新型住宅ローン」の名称で取扱開始し、2004年12月に「フラット35」の名称となる。なお、一般住宅融資制度は2007年3月を以て新規取扱を終了し、債権は住宅金融支援機構へ承継されている。
取扱金融機関は銀行・信用金庫・労働金庫など預金取扱金融機関の一部と、フラット35を扱うノンバンク（モーゲージバンク・信販・住宅金融専門会社）であり、住宅金融支援機構の公式サイトで取扱金融機関や金利・諸費用などを調べることが出来る。

## 概要（フラット35）
金融機関が融資したフラット35の債権を機構が買い取り、証券化により機関投資家から得た長期資金を金融機関へ供給する「買取型」と、金融機関が住宅ローンに機構の「住宅融資保険」を設定したうえで融資し、当該住宅ローン債権の受益権を金融機関が機構を介して転売（資金調達）する「保証型」がある。
住宅金融公庫の一般住宅融資では8割だった融資枠が拡大し、機構買取型では建設費・購入価格の90%まで、機構保証型では最大100%まで融資可能である。
保証型の取扱金融機関は三菱東京UFJ銀行・SBIモーゲージ・日本住宅ローン・千葉興業銀行のみであるが、一般的な住宅ローンの信用保証料に当たる住宅融資保険料を取扱金融機関が負担しなくてはならず高コストとなることから積極的に扱われず、最後に残った三菱東京UFJ銀行での2013年3月31日の融資実行分を以て取扱いは終了した。
利点
- 金利が長期固定。
- 返済期間が最長35年。
- 保証料が不要。
- 繰上返済手数料が不要。
- 適合条件を満たせば借り換え利用、別荘の購入も可能。
- 団体信用生命保険の加入が強制ではないため、既往症で保険加入が認められない者でも申込できる。
- 財形住宅融資などの機構直接融資や民間金融機関の住宅ローン（抵当権第二位以下の設定が可能なもの）などとの併用が可能。
- 住宅金融公庫の直接融資や住宅ローンなどからの借換利用も可能。（『経済危機対策に基づく平成21年度補正予算』成立に伴うもの）

欠点
- 機構（旧住宅公庫含む）における技術基準適合住宅でなければ融資の対象とならない。適合を得るには指定確認検査機関等で適合証明の取得と証明書発行が必要である（集合住宅では通常新築時に売主負担、戸建住宅や中古物件であれば売主か購入者の負担）。
- 融資事務手数料（定額または貸出額の一定率）が必要。
- 金融機関の住宅ローン（直接融資）で貸付条件としている団体信用生命保険（団信、通常貸主負担）の加入が任意であり、機構が取り扱う機構団信（保証型では金融機関指定の団信）もしくは借入額をカバーした死亡保険（定期保険等）に自己負担で加入しなければ、債務者の死亡時に債務が残る（負債相続の対象）。
- 借入期間が極端に短期間（5年以内など）の場合は民間金融機関の固定金利型あるいは変動金利型住宅ローンの優遇金利の方が、団信など諸費用を含めた総支払額で有利となる場合がある。なお、フラット35では最低借入期間は15年以上（60歳以上の場合は10年以上）となっている。
- 機構買取型の「フラット35」単体では2009年4月上旬までと2012年4月以降は融資上限額が購入価格の90%迄となっており、不足分は頭金もしくは、フラット35パッケージによる協調融資・財形持家個人融資制度など他の借入金で賄わなければいけない。なお、『経済危機対策に基づく平成21年度補正予算』成立に伴い、2009年4月から2012年3月31日までは融資上限額が購入価格の100%へ拡充されていた。

### フラット20
フラット20は、フラット35における融資・返済期間が20年以下である場合に、フラット35よりも貸出金利が低く設定される制度である。商品としてはフラット35に内包されており、返済期間が15年（60歳以上の場合は10年）以上20年以下に限定される点を除いてフラット35と商品性は同一である。「フラット20」と独立した商品名で取り扱う取扱会社もあるが、「フラット35（返済期間20年以下）」と表記されている場合も多い。
返済期間20年以下のフラット35もしくはフラット20で借り入れた場合、将来の条件変更などで全体の返済期間を21年以上に延長することは出来ないため、無理の無い返済金額の範囲で返済期間を決めるなど留意が必要である。

### フラット50
フラット50は、2009年6月1日から長期優良住宅と認定された住宅に対して最長50年間の超長期間固定金利で貸付が可能な商品。「建設費・購入価格の最高60%」まで借りられ、残り4割を35年までの「フラット35」で借りることができる。フラット35は1代でのローン返済が前提であるがフラット50は親子2代に渡るローン返済も考慮されたものである。なお35年超の長期固定の住宅ローンはトヨタファイナンスによる先行事例がある。

### フラット35S
「優良住宅取得支援制度」として2007年から募集枠（予算）と期間を設定して設けられている商品。省エネルギー性・バリアフリー対策など、フラット35よりも優れた基準が認定された住宅に対して「フラット35（フラット20含む）」の貸付条件の緩和と貸付利率の引き下げを図っている（設定当初は借入時から5年間フラット35の基準金利から-0.3%優遇）。その後、借入時の引き下げ期間が10年へ延長されるようになり、一定基準を満たした長期優良住宅を対象とした「フラット35S（20年引き下げタイプ）」では当初10年経過後も20年目まで-0.3%の金利引き下げとなる。
2009年に閣議決定された「明日の安心と成長のための緊急経済対策」により、2010年1月から2010年12月30日までの申込分まで、「購入価格の100%融資・当初10年間はフラット35の基準金利から一律1%差し引く」施策が行われ、2010年の「新成長戦略実現に向けた3段構えの経済政策」による予算設定により更に1年間延長された。
2011年に入りエコカー補助金のように申込が殺到し募集枠が当初の12月末までに尽きるとされたため、2011年7月に同年9月30日までの申込分で現行の優遇条件（-1%優遇、購入価格の100%融資）を撤廃し、同年10月1日から2012年3月31日申込分は従来の-0.3%優遇、購入価格の80%融資へ戻る予定となっている。2011年4月申込分以降は2007年当初の条件に戻る予定となっている。

### 一体型融資制度
2007年4月よりフラット35と住宅融資保険付き住宅ローンを合体した「一体型融資制度（愛称:すまい・るパッケージ）」が一部の銀行等で設定されている。
フラット35の貸出を条件に住宅ローンの協調融資を行うもので、例えば借入額の半分を変動金利型住宅ローンとすることで、低金利が続いた場合の固定金利の負担をヘッジすることができる。申込条件などはフラット35に準ずるが、購入価格の100%もしくは借換残高（担保評価額の200%上限）まで融資対象、団体信用生命保険が銀行負担で付帯される、抵当権登記など一部の諸費用が2金融機関分必要などの特徴がある。
この制度に依らずに、フラット35や財形住宅融資と銀行等の住宅ローンを併用する形で個別契約し、合算（ミックス）して融資を受けることは殆どの銀行等で可能である。

## 証券化のスキーム

### 買取型
1. 住宅購入者が取扱金融機関へ「フラット35（機構買取型）」を申し込む。
2. 取扱金融機関を介して、機構が購入者の審査をする。
3. 取扱金融機関が住宅購入者に「フラット35（機構買取型）」を販売（住宅資金を融資）する。
4. 融資当日に取扱金融機関がフラット35の債権を機構に譲渡する。（買取代金の支払は留保）
5. 取扱金融機関から機構への債権譲渡に基づき、機構が抵当権を登記する。
6. 機構が信託銀行等に債権を信託する。
7. 機構が投資家に対して、信託銀行等に信託した債権によって担保される不動産担保証券を発行する。
8. 機構が金融機関に対して、不動産担保証券の発行代金を原資として、留保していた債権の買取代金を支払う。
9. 住宅購入者が金融機関にローン（元利金）を返済する。
10. 金融機関が機構に回収金（ローンの元利金）を送金・納付する。
11. 機構が投資家に不動産担保証券の元利金を支払う。
12. フラット35（機構買取型）の返済が長期延滞・債務不履行となった場合は機構が取扱金融機関に債権回収を委託する。

機構が債権の買取をする仕組みにより金融機関での貸付金の回収が早期であるため、フラット35専門のモーゲージバンクの新規参入が相次いだ。

### 保証型
1. 住宅購入者が取扱金融機関へ「フラット35（機構保証型）」を申し込む。
2. 取扱金融機関は融資に対して機構の「住宅融資保険（保証用）」を設定し、取扱金融機関と機構が購入者の審査をする。
3. 住宅融資保険を基に取扱金融機関が住宅購入者に「フラット35（機構保証型）」を融資する。
4. 取扱金融機関が抵当権の登記を行う。
5. 金融機関が複数のフラット35の債権を信託銀行等に信託する。
6. 信託の受益権を証券化し、機構の担保のもと、投資家に販売する。
7. フラット35の返済が長期延滞・債務不履行となった場合は住宅融資保険の保険事故として代位弁済され、債権が民間金融機関から機構へ移転される。機構は取扱金融機関に債権回収を委託する。返済が正常の場合は金融機関が完済まで債権を保有する。

保証型は証券化を伴うものの、住宅融資保険による事実上の機関保証を裏付けに民間金融機関が直接融資するが、長期固定金利型の住宅ローンと比べ、低利でかつ保証料不要で融資が受けられる（団信保険は任意加入）。